# Физика или химия (телесериал, Россия)
«Фи́зика или хи́мия» — российский телесериал, адаптация одноимённого испанского телесериала, снятый компанией «КостаФильм» по заказу телеканала «СТС».

## В ролях

### Сотрудники школы
- Любовь Германова — Клара Васильевна Тарасова, директор школы, бывшая жена Роберта Туманова, опекун Риты (с седьмой серии)
- Александр Смирнов — Артём Борисович Крамеров, завуч, отец Рика Крамерова, дедушка Алины
- Виктория Полторак — Ирина Сергеевна Некрасова, 25 лет, учительница философии и этики, классный руководитель 10 «Б» класса, подруга Лады Беловой, испытывает симпатию к ученику Алексу Вайнштейну
- Мария Викторова — Лада Константиновна Белова, учительница литературы, подруга Ирины Некрасовой, влюблена в Евгения Закояна, впоследствии ей нравится Дмитрий, новый учитель
- Александр Лучинин — Евгений Тигранович Закоян, учитель физкультуры, влюблён в Ладу Белову
- Сергей Годин — Эрик (Рик) Артёмович Крамеров, учитель истории искусств, сын завуча Артёма Крамерова, муж Елены, отец Алины, испытывает симпатию к Ольге Марченко
- Кирилл Мугайских — Сергей Валентинович Марченко, учитель музыки, муж Ольги Марченко
- Анна Невская — Ольга Николаевна Марченко, учительница английского языка, жена Сергея Марченко, испытывает симпатию к Рику Крамерову
- Дмитрий Суржиков — Дмитрий Николаевич Хворостов, учитель риторики, руководитель школьного театра
- Александра Солянкина — Елена Алексеевна, временная учительница философии, бывшая жена Рика Крамерова, мать Алины

### Учащиеся
- Гела Месхи — Алексей (Алекс) Викторович Вайнштейн, 17 лет, бывший парень Риты, испытывает симпатию к учительнице Ирине Некрасовой, брат Марии
- Илья Иосифов — Фёдор (Федя) Владимирович Романов, друг Романа, Юрия и Киры, парень Лёхи, гомосексуал
- Матвей Зубалевич — Юрий (Юра) Геннадьевич Харитонов, брат Романа, друг Фёдора и Киры, спортсмен, испытывает симпатию к Кире
- Фёдор Леонов — Роман (Рома) Геннадьевич Харитонов, брат Юры, друг Фёдора и Арсения, погибает в первой серии в результате совершения суицида, выбросившись с балкона собственной квартиры
- Дмитрий Блажко — Арсений Попов, друг Ромы, погибает в первой серии от передозировки наркотиков
- Юлиана Сабитова — Мария (Маша) Викторовна Вайнштейн, сестра Алекса, подруга Киры и Юлии, влюблена в Джана
- Лилия Разакова — Кира Алексеевна Ковалёва, подруга Марии, Юлии, Юрия и Фёдора, бывшая девушка Романа Харитонова, общественная активистка, испытывает симпатию к Юрию.
- Ирина Егорова — Юлия (Юля) Александровна Ливанова, сестра Эдуарда, подруга Киры, Марии и Риты, бывшая девушка Игоря, девушка Алекса (с седьмой серии)
- Наталья Скоморохова — Маргарита (Рита) Робертовна Туманова, подруга Юлии, бывшая девушка Алекса и Игоря Горки, сирота (с седьмой серии), взята под опеку директрисой школы Кларой Васильевной Тарасовой, влюблена в Николая
- Юнчен Жуань — Джан Тай Мин, китаец, отлично рисует, помогает отцу в кафе, влюблён в Марию
- Алексей Коваль — Игорь Андреевич Горка, друг Николая, расист и гомофоб, бывший парень Юлии и Риты, встречается с Ларисой
- Леонид Тележинский — Николай Константинович Кабанов, друг Игоря, влюблён в Риту
- Алиса Рыжова — Лариса Кондратьева, встречается с Игорем
- Дмитрий Быков — Кирилл, гомосексуал из параллельного класса
- Николай Тютчев — Олег Устинов
- Янина Левкина — Карина Амбарцулиет
- Александр Касаткин — Лёха, парень Фёдора, гомосексуал

### Родители
- Ирина Туаева — Диана Вайнштейн, мама Алекса и Марии
- Владимир Светашов — Антон Алексеевич Вайнштейн, отец Алекса и Марии
- Татьяна Филатова — мама Киры Ковалёвой
- Татьяна Клюкина — мама Романа и Юрия Харитоновых
- Александр Хван — Чен, отец Джана, владелец кафе
- Константин Тополага — Константин Петрович Кабанов, отец Николая, владелец строек, зверски избивает сына и жену
- Наталья Селивёрстова — мама Николая Кабанова
- Екатерина Кузминская — мама Арсения Попова
- Владимир Голубев — отец Арсения Попова
- Владимир Кебин — Роберт Петрович Туманов, отец Риты, брат Леонида, бросил Клару Васильевну Тарасову 16 лет назад из-за того, что она не могла иметь детей, в шестой серии погибает вместе с новой женой в автокатастрофе
- Марина Зайцева — Мария Горка, мама Игоря Горки
- Татьяна Косач — Марина Ивановна Ливанова, мама Юлии
- Ольга Матушкина — Марья Петровна Романова, мама Фёдора
- Виктор Рябов — Владимир Николаевич Романов, отец Фёдора

## Саундтрек
Композиторы телесериала — Алексей Хитман и Маина Неретина
| Исполнитель               | Название композиции и её авторы                                                                      |
| ------------------------- | --- |
| Интонация (In2Nation)     | ''Скажи как мне жить'' (авторы слов и музыки: Александр Лир и Денис Шищенко)                         |
| Интонация (In2Nation)     | Я без тебя (автор слов и музыки Александр Лир)                                                       |
| Интонация (In2Nation)     | Осень (авторы слов и музыки: Александр Лир и Денис Шищенко)                                          |
| Т9                        | На расстоянии любви (авторы слов и музыки: Марина Иванова, Владимир Солдатов, Роман Любомиров)       |
| Т9                        | Снова один (авторы слов и музыки: Марина Иванова, Владимир Солдатов, Роман Любомиров)                |
| Kurbat feat Goodzone & Т9 | Как только (авторы слов и музыки: Марина Иванова, Владимир Солдатов, Павел Курбатов, Роман Трофимов) |
| Нервы                     | Осень (автор слов и музыки: Евгений Мильковский)                                                     |
| Нервы                     | Моя леди (автор слов и музыки: Евгений Мильковский)                                                  |
| Баста                     | Поколение Икс                                                                                        |

| Название композиции и её авторы            |
| ------------------------------------------ |
| Ой, мороз, мороз (слова и музыка народные) |
| Ночь (автор слов и музыки Николай Фоменко) |
| Тонкая рябина (слова и музыка народные)    |

## Съёмки
- В сериале было снято две пилотных серии с разным актёрским составом. В первой версии сериала:

Алекс Вайнштейн — Василий Ракша (сейчас Гела Месхи);
Роман Харитонов — Максим Емельянов (сейчас Фёдор Леонов);
Арсений Попов — Сергей Рыченков (сейчас Дмитрий Блажко);
Рита Туманова — Дарья Сазонова (сейчас Наталья Скоморохова);
Кира Ковалёва — Анастасия Сметанина (сейчас Лилия Разакова);
Рик Артёмович Крамеров — Юрий Квятковский (сейчас Сергей Годин).
Актёры были заменены по решению фокус-группы, состоящей из нескольких сотен случайных людей в возрасте от 15 до 45 лет.
Генеральный продюсер сериала Вячеслав Муругов прокомментировал замену актёров в своём микроблоге, в Твиттере:

«Нормальный рабочий процесс, так бывает».— 
- Пилотную серию снимали в современной школе в Подмосковье. Потом были построены декорации в павильоне, где продолжили работу.[3]

## Мнения
- Режиссёр сериала Рамиль Сабитов:

«„Физика или химия“ — фильм о любви, и мы исследуем её разные категории — любовь между одноклассниками, служебный роман и даже однополая любовь. Именно любовь объединяет всех героев истории. Через неё они получают истинные знания… В сериале есть провокационные сцены. Например, учитель курит травку. Но мы не преследуем цель никого эпатировать: мы это показываем потому, что считаем нужным познакомить зрителей со всеми ситуациями и явлениями нашей жизни. Не случайно мы сделали фокус на школу как на пограничную территорию между детством и взрослой жизнью. И надеемся, что у экранов телевизоров люди сами сделают выбор — как бы я поступил на месте парня или девушки».— 
- Телекритик издательского дома «Коммерсантъ» Арина Бородина:

«[Сериал] про сложные конфликты взаимоотношений с учителями. Что отличает, на мой взгляд, от большинства сериалов того же СТС и всей гладкой молодёжной аудитории, там поднята тема расизма и что, на мой взгляд, важно — гомосексуализма. Потому что один из героев мальчик — гомосексуалист. И в Испании на этот счёт просто очень большая поднялась полемика и уже мне пишут писатели-читатели в наших социальных сетях, где молодёжь переписывается и знает про этот сериал, две точки зрения: либо не показывать его на СТС, либо наоборот эту тему акцентировать более чётко».— 
- Журналист, обозреватель радиостанции «Эхо Москвы» Ксения Ларина назвала сериал «ударом под дых»:

«Я думаю, что для нашего консервативного общества — это удар под дых просто… [Мы] гораздо быстрее примем какой-нибудь сериал, связанный с наркотиками и ранней беременностью и абортами, чем сериал, в котором есть тема гомосексуализма».— 

## Продолжение сериала
22 декабря 2011 года Вячеслав Муругов, генеральный директор канала «СТС» и генеральный продюсер сериала «Физика или химия», в своём микроблоге в Твиттере написал о том, что второго сезона не ожидается. Однако 14 февраля 2012 года, в его официальном блоге ЖЖ появились слова о том, что идут попытки договориться с каналами MTV Россия и ТЕТ (Украина) о возможности продолжения сериала:

«Друзья, по поводу ФиХ. Этот проект задумывался, как эксперимент и серьёзный разговор, без привычной СТС-овской иронии, со школьниками и родителями на очень серьёзные темы, которые даже порой неловко обсуждать внутри семьи. Он всколыхнул юное поколение и моя оценка этого продукта, конечно, высока. Подобного рода проектам место, скорее, не в 8 вечера, учитывая сложность темы, а в пост-прайме, фокусируясь на более узкую аудиторию. Поэтому было принято решение не продолжать его в прайме, а для показа его в позднее время, на данный момент, в сетке канала СТС не предусмотрен тайм-слот. Тем не менее, учитывая уникальность проекта и большой ажиотаж в сети, мы пытаемся договориться с каналами МТВ и ТЕТ (Украина) о возможности продолжения».— 
8 марта 2012 года Муругов заявил на радио «Эхо Москвы», что второго сезона у сериала не будет.